# ماركوس بيبي
ماركوس بيبي (بالبرتغالية: Marcus Baby‏) هو فنان تشكيلي ورسام وفنان برازيلي، ولد في 23 نوفمبر 1969 في البرازيل.

## وصلات خارجية
- الموقع الرسمي